# Ролевич, Вячеслав Васильевич
Вячеслав Васильевич Ролевич (род. 1949) — советский и российский самбист и тренер. Четырёхкратный чемпион мира по самбо среди ветеранов.

## Биография
В спорт пришёл в двенадцатилетнем возрасте вместе со своим братом-близнецом Николаем. Занимался борьбой самбо под руководством Анатолия Чечина и Заслуженного тренера РСФСР Геннадия Шахова.
В возрасте 18 лет был удостоен звания Мастера спорта СССР по борьбе самбо, тем самым став первым человеком в Ярославской области, которого наградили данным титулом. Служил в рядах Советской армии в спортивной роте.
В 1980 году окончил Смоленский институт физкультуры и устроился работать тренером в Дворец спорта «Метеор», где тогда открылась школа по самбо и восточным единоборствам. Под его руководством прошли спортивную подготовку 7 победителей чемпионатов мира и 12 победителей чемпионатов России по самбо.
В 1996 году Вячеслав Ролевич организовал в Рыбинске движение ветеранов самбо и в течение многих лет участвовал в соревнованиях различных масштабов. Является пятикратным победителем чемпионатов России и четырёхкратный победителем чемпионатов мира (Австрия, Югославия, Мальта, Греция) среди мастеров-ветеранов.
Сейчас в Рыбинске проводятся Всероссийские юношеские соревнования по борьбе самбо на призы первых мастеров спорта Ярославской области Вячеслава и Николая Ролевичей. После смерти Николая Ролевича турниры посвящаются его памяти.
Участвует в соревнованиях в качестве судьи.